# Povoda
Povoda este o comună slovacă, aflată în districtul Dunajská Streda din regiunea Trnava. Localitatea se află la altitudinea de 115 m deasupra n.m., se întinde pe o suprafață de 6,01 km2 și în 2017 număra 948 de locuitori.

## Istoric
Localitatea Povoda este atestată documentar din 1380.

## Demografie
| An:                | 1994 | 2004   | 2014    | 2024   |
| ------------------ | ---- | ------ | ------- | ------ |
| Număr de persoane: | 724  | 788    | 901     | 968    |
| Diferență:         |      | +8,83% | +14,34% | +7,43% |

| An:                | 2023 | 2024   |
| ------------------ | ---- | ------ |
| Număr de persoane: | 994  | 968    |
| Diferență:         |      | −2,61% |